# Milcho Leviev
Milcho Leviev (Plovdiv, 19 december 1937 – Thessaloniki, 12 oktober 2019) was een Bulgaarse jazzpianist, componist en arrangeur.

## Biografie
Leviev werd geboren in Plovdiv en studeerde in 1960 af aan de Bulgaarse Staatsacademie voor Muziek, met als hoofdvak compositie bij Pancho Vladigerov en piano bij Andrei Stoyanov. Zijn professionele ontwikkeling als componist begon in het Dramatheater in Plovdiv. Hij werd aangesteld als dirigent van de bigband van de Bulgaarse Nationale Radio, nadat Emil Georgiev zijn functie had neergelegd (1962-1966). Zijn ideeën waren vernieuwend in het orkest, stukken als Studia, Blues in 9 en Anti-waltz gecombineerd met folklore en jazz. Van 1963 tot 1968 werkte hij als solist en dirigent van het Philharmonisch Orkest van Sofia en Plovdiv. In 1965 omarmde hij het idee van de schrijver Radoy Ralin en richtte hij Jazz Focus '65 op, waarmee hij toerde tot 1970, succes boekte met Bulgaarse jazz en prijzen won op jazzfestivals in Montreux, Sofia en Praag. In 1970 verliet hij Bulgarije om politieke redenen en verhuisde naar Los Angeles. Pas in 1980 mocht hij optreden in Bulgarije.
Hij werkte als componist, arrangeur en pianist voor het Don Ellis (1970–1975) Orchestra en de Billy Cobham Band (1971–1977). Hij toerde door de Verenigde Staten en Europa. Hij was muzikaal leider van Lainie Kazan (1977-1980). Hij gaf concerten en nam op met John Klemmer, Art Pepper en Roy Haynes. Hij toerde door Europa met Pepper (1980–1982) en was een van de oprichters van de fusionband Free Flight. In 1983 werd hij muzikaal leider van de Jazz Sessions in de Comeback Inn in Venice, Californië. Hij gaf concerten in Japan met bassist Dave Holland (1983–86) en organiseerde solo jazzrecitals in Europa (1985–86). Hij doceerde jazzcompositie aan de University of South California en gaf masterclasses aan de New Bulgarian University in Sofia. Hij componeerde symfonie- en kamerwerken, bigband en jazzorkestmuziek. In de jaren 1960 schreef hij filmmuziek.

## Prijzen en onderscheidingen
Als student won hij de tweede prijs op de Internationale Competitie in Wenen met zijn Toccatina voor piano. In 1987 won hij de Drama-Logue Award voor beste muziekregisseur, uitgereikt door het Pacific Conservatory of the Performing Arts. Sommige van zijn werken werden uitgegeven door Dick Grove Publications en de Bulgaarse uitgeverij Nauka I Izkustvo (tot 1968). Hij won een prijs op het National Jazz Educational Congress, een Grammy Award voor arrangement en de gouden eremedaille van de Académie internationale des Arts in Parijs (1995). Hij ontving een ere-doctor Honoris Causa van de Academie voor Muziek, Dans en Schone Kunsten in Plovdiv (1995) en van de New Bulgarian University.

## Overlijden
Milcho Leviev overleed in oktober 2019 op 81-jarige leeftijd.

## Discografie

### Als leader
- 1978: Blue Levis (Dobre)
- 1980: What's New (Atlas)
- 1980: Blues for the Fisherman (Mole Jazz)
- 1981: True Blues (Mole Jazz)
- 1982: Plays the Music of Irving Berlin (Discovery)
- 1983: Music for Big Band and Symphony Orchestra (Trend)
- 1987: Piano Lesson (Dobre)
- 1987: Destination (Optimism)
- 1990: Bulgarian Piano Blues (MA)
- 1992: The Oracle met Dave Holland (Pan Music)
- 1993: Up & Down met Dave Holland (MA)
- 1997: Jive Sambas (Vartan Jazz)
- 1999: Man from Plovdiv (MA)
- 2004: Quiet Love met Vicky Almazidu (Ethnic Art)
- 2006: Multiple Personalities (Mighty Quinn)
- 2015: Quiet March (Perfect)

### Als gast
Met Billy Cobham
- 1974: Total Eclipse (Atlantic)
- 1975: Shabazz (Atlantic)
- 1975: A Funky Thide of Sings (Atlantic)

Met Don Ellis
- 1971: Tears of Joy (Columbia)
- 1972: Connection (Columbia)
- 1973: Soaring (MPS)
- 1974: Haiku (MPS)

Met Roy Haynes
- 1977: Thank You Thank You (Galaxy)
- 1979: Vistalite (Galaxy)

Met Gerald Wilson
- 1983: Jessica (Trend)
- 1985: Calafia (Trend)

Met Dusan Bogdanovic
- 2008: Winter Tale (Doberman - Yppan)

Met anderen
- 1981: Al Jarreau, Breakin' Away (Warner Bros.)
- 1974: Arif Mardin, Journey (Atlantic)
- 1974: Airto Moreira, Virgin Land (Salvation)
- 1980: L. Subramaniam, Fantasy without Limits (Trend)

- Bibliothèque nationale de France: cb13948649w (data)
- Gemeinsame Normdatei: 129467383
- International Standard Name Identifier: 0000 0000 7839 6579
- Library of Congress Control Number: n82234926
- MusicBrainz: c492873b-5d95-4c93-b424-da3f335093a1
- Nationale Bibliotheek van Tsjechië: jx20050909016
- Nationale Bibliotheek van Israël: 987007347352905171
- Système universitaire de documentation: 088637727
- Virtual International Authority File: 79169945
- WorldCat: E39PBJtGVT4RJJR7cMQCkGw3cP